# Libretto

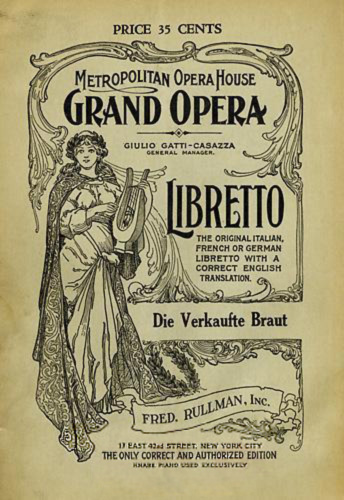
Titel des Libretto der Aufführung der Oper Die verkaufte Braut von Bedřich Smetana in der Metropolitan Opera, 1908

Das Libretto (italienisch für „Büchlein“; Diminutiv zu libro „Buch“; Plural: Libretti) ist der Text einer Oper, eines Oratoriums, einer Operette, eines Musicals oder einer Kantate; im weiteren Sinne werden auch Szenarien für Ballett und Pantomimen gelegentlich als Libretti bezeichnet. Der Begriff tauchte Anfang des 18. Jahrhunderts auf, wurde aber erst im Laufe des 19. Jahrhunderts wirklich üblich. Der Verfasser eines Librettos wird als Librettist oder Textdichter bezeichnet.
Die literaturwissenschaftliche Forschungsdisziplin, die sich mit dem Libretto als literarischer Gattung beschäftigt, ist die Librettologie.

## Geschichte
Die Geschichte des Librettos beginnt mit der Geschichte der Oper. Da diese aus dem Versuch heraus entstand, die (als Einheit von Wort und Gesang gedachte) antike Tragödie wiederzubeleben, ist sie ebenso sehr literarischen wie musikalischen Ursprungs. Entsprechend kam dem Opernlibretto bereits in der Frühzeit der Gattung eine Schlüsselrolle zu.
Das Verhältnis von Musik zu Text und von Komponist zu Librettist hat sich im Lauf der Zeit immer wieder verändert. In Frankreich und Italien waren bis ins 18. Jahrhundert hinein die Librettisten hoch geachtete Künstler, die ganz selbstverständlich als Dichter anerkannt wurden. Der bekannteste Repräsentant dieser Epoche ist Pietro Metastasio, dessen Libretti nicht nur von zahlreichen Komponisten – teilweise mehrfach – vertont wurden, sondern bisweilen auch als Sprechstücke auf die Theaterbühne kamen. Später treten die Librettisten in der Wahrnehmung des Publikums und der Forschung meist hinter die Komponisten zurück. Insbesondere seit der Zeit der Romantik gab es auch Komponisten, die ihre Libretti selbst verfassten, wie z. B. Albert Lortzing, Richard Wagner (bei allen Werken), Arrigo Boito (Mefistofele, Nerone) oder Hans Pfitzner (Palestrina). Solche Doppelbegabungen, die ein sprachlich und dramaturgisch schlüssiges Libretto schaffen und selbst musikalisch umsetzen, sind jedoch die Ausnahme.
Eine länger andauernde Zusammenarbeit von Librettist und Komponist gab es z. B. zwischen Philippe Quinault und Jean-Baptiste Lully, Pietro Metastasio und Johann Adolph Hasse, Carlo Goldoni und Baldassare Galuppi, Ranieri de’ Calzabigi und Christoph Willibald Gluck, Lorenzo Da Ponte und Wolfgang Amadeus Mozart, Eugène Scribe und Giacomo Meyerbeer, Arrigo Boito und Giuseppe Verdi. Im ersten Drittel des 20. Jahrhunderts hat Hugo von Hofmannsthal durch seine gemeinsam mit Richard Strauss geschaffenen Werke beispielhaft gezeigt, wie sich librettistische Tätigkeit mit literarischem Anspruch verbinden lässt. Wichtige Librettisten in der Zeit nach dem Zweiten Weltkrieg waren etwa W. H. Auden (The Rake’s Progress, UA 1951; Musik: Igor Strawinsky), Chester Kallman (The Visitors, UA 1957; Musik: Carlos Chávez Ramírez) und Ingeborg Bachmann (Der junge Lord, UA 1965, Musik: Hans Werner Henze). Zeitgleich wurde die Literaturoper, die Adaption von Werken des Sprechtheaters für die Opernbühne, zu einem wichtigen Modell; in diesem Bereich arbeiteten Librettisten wie z. B. Claus H. Henneberg (Lear, UA 1978; nach Shakespeare/Eschenburg; Musik: Aribert Reimann) oder Thomas Körner (Die Wände, UA 1995; nach Les paravents von Jean Genet; Musik: Adriana Hölszky).
Dass die Librettisten früher (z. B. zur Zeit Mozarts) teilweise angesehener waren als ihre musikalischen Partner, ist an Form und Größe der beiden Namen auf den Theaterankündigungen ablesbar. Später schlug das Pendel nach der Seite der Komponisten aus; in verkürzter Formulierung wurden und werden sie bis heute oft allein als Verfasser genannt (z. B. „Die Zauberflöte von Mozart“). Andere Beispiele zeigen dagegen, dass eine gleichberechtigte Erwähnung von Autor und Musiker möglich ist und auch in den allgemeinen Sprachgebrauch übergehen kann – z. B. im englischsprachigen Raum „The Mikado von Gilbert und Sullivan“, „Oklahoma! von Rodgers und Hammerstein“ oder im deutschsprachigen Raum „Der Rosenkavalier von Strauss und Hofmannsthal“.

## Struktur und Poetik
Der Streit, ob in der Oper der Text oder die Musik der wichtigere Bestandteil ist, ist so alt wie die Oper selbst. Mozarts berühmtem Ausspruch „bey einer opera muß schlechterdings die Poesie der Musick gehorsame Tochter sein“ stehen viele gegenteilige Äußerungen entgegen. Sicher ist jedoch, dass ein genuines Libretto erst in Verbindung mit der Vertonung seine volle – auch literarische – Qualität entfaltet. Es muss daher einerseits der Musik Anregung, andererseits auch Raum bieten – weder darf sich das Wort zu sehr zurücknehmen noch in den Vordergrund drängen.
Da gesungener Text zum einen schwerer verständlich ist als gesprochener, zum anderen mehr Zeit benötigt, weist das Libretto einen charakteristischen Wechsel aus Raffungen und Wiederholungen auf. Aus literarischer Sicht wirkt es oft weitschweifig-pleonastisch und karg-plakativ zugleich. Vergleiche zwischen Opernlibretti und rein literarischen Bearbeitungen der zugrunde liegenden Stoffe zeigen, dass das Libretto zugunsten der musikalischen Realisierbarkeit Komplexität reduziert. Vielschichtige Charaktere werden zu Typen, komplizierte Entscheidungsfindungsprozesse zu Stimmungen, „Tiraden“ zu „Schlagworten“ (Ferruccio Busoni). Die dadurch bewirkte Verkürzung der Handlung kommt der Musik zugute, die dadurch die benötigte Zeit zur Entfaltung erhält. Gleichzeitig bietet die im Drama undenkbare Zeitdehnung durch die Musik – bis hin zum Zeitstillstand in Arien oder Ensemble-Tableaus – die Möglichkeit, Stimmungen und Gefühlszustände ausführlich auszuloten.
Die Handlung im Libretto verläuft dementsprechend nicht linear, sondern springt von einer Affektsituation zur nächsten. Rückwärts- und Vorwärtsbezüge, Referenzierungen nicht sichtbarer Handlung, wie sie im Drama üblich sind, entfallen in der Oper.